# المؤتمر الوطني الأول للنساء من عرقيات ملونة في أمريكا
وكان المؤتمر الوطني الأول للمراه الملونة في أمريكا مؤتمرا لمده ثلاثه أيام في بوسطن نظمتها جوزفين سانت بيير روفين، وهو زعيمة الحقوق المدنية. وفي أغسطس 1895، اجتمع ممثلون من 42 من الأندية النسائية الأفريقية الأمريكية من 14 ولاية في قاعة بيركلي بغرض إنشاء منظمه وطنيه. وكان هذا الحدث الأول من نوعه في الولايات المتحدة.
وكان من بين المتحدثين مارغريت موراي واشنطن (زوجه بوكر تي واشنطن)، والمؤلف فيكتوريا ايرل ماثيوز، والناشطة المناهضة لمحاكمة الإعدام أيدا ب. ويلز، والباحثة انا جي كوبر، وزعيمه الحقوق المدنية توماس فورتشن، والمصلحون الاجتماعيون هنري ب بلاكويل وويليام لويد حاميه. وخلال المؤتمر، نظم الاتحاد الوطني للمراه الأفرو-امريكيه، الذي أصبح الرابطة الوطنية للمراه الملونة في العام التالي.

## التاريخ

### الخلفية
وفي ال1892 ، قامت الناشطة في بوسطن جوزفين سانت بيير روفين بتاسيس نادي عصر المرأة، وهو مجموعة مناصرة للنساء السود، بمساعده الابنة فلوريدا روفيان ريدلي، والمربية ماريا لويز بالدوين. هو كان أول نادي للنساء السود  في بوسطن والأول في البلد ويضم من الاعضاء النساء السود البارزات من منطقه بوسطن ويسلطون جهودهم للتعليم، وحق التصويت للمرأة والقضايا المتصلة بالعرق مثل الإصلاح المناهض لمحاكمه الإعدام. وكان شعارها «المساعدة علي جعل العالم أفضل». وكانت صحيفة النادي «عصر المراة»، وهي مطبوعه شهرية مصورة.
وفي أوائل 1890، عندما استطلعت حقبه المراه قراءها  لمعرفه ما إذا كانت هناك حاجه إلى تنظيم وطني للنساء السود، كانت الاستجابة ايجابيه بشكل ساحق في 1895، أرسل صحافي غامض يدعي جون جاكس رسالة إلى أمين الجمعية البريطانية لمكافحه الرق، فلورانس بيلغارني. وفي الرسالة، انتقد الرافعون العمل المناهض لاعمال الإعدام الذي قامت به أيدا بي ويلز، وكتبوا ان النساء السود «لا يشعرن بالفضيلة» وانهن «بدون شخصيه» تماما.   أرسل بيلغارني الرسالة إلى روبين الذي وزع الرسالة علي مختلف الانديه النسائية في دعوتها للتنظيم ، بعد فتره وجيزة، نظمت روبين مؤتمرا وطنيا في بوسطن، وطلبت من الانديه إرسال المندوبين. وكان من المقرر تكريس اليوم الأول لاعمال التنظيم، والثاني والثالث ل «المسائل الحيوية المتعلقة بنمونا المعنوي والعقلي والمادي والمالي والرفاهية» في الدعوة، وأوضح روبين اختيار مكان:
وقد تم اختيار بوسطن كمكان للاجتماع لأنه يبدو ان الرأي العام موجود هناك حيث يمكن العثور علي الغلاف الجوي الذي من شأنه ان يفسر أفضل ويمثل  لنا موقفنا واحتياجاتنا، وأهدافنا.

## المؤتمر
وفي 29 يوليو 1895، اجتمع  42 ممثلون عن الاندية النسائية السوداء من 14 ولاية، بما في ذلك رابطة النساء الملونات في واشنطن، واتحاد النساء التابع لنيويورك، ونادي أيدا بي ويلز في شيكاغو، في قاعه بيركلي للمؤتمر الوطني الأول المرأة الملونة في أميركا، مع الرئيس جوزفين روفين، حيث اجتمعوا في القاعة لثلاثه أيام، مع جلسة اضافية  أغسطس في شارلز شارع كنيسة ، وفقا لجريدة نيويورك تايمز، كان هو «الخطوة الاولي من  المحاولة»، فأوضحت روبين في الكلمة الافتتاحية.
وحركة نسائنا هي حركة المرأة من حيث انها تقودها وتوجهها المرأة لصالح المرأة  والرجل، لصالح البشرية جميعا، التي هي أكثر من أي فرع أو جزء منها. نحن نريد ونطلب المصلحة النشطة لرجالنا أيضا، ونحن لا نرسم خط اللون؛ نحن النساء، النساء الأمريكيات، نحتاج الاهتمام بشكل مكثف في كل ما يتعلق بنا مثل جميع النساء الأمريكيات الأخرى.
وخاطب الفريق عدة متكلمين بارزين. وألقيت مارغريت موراي واشنطن، زوجه بوكر تي واشنطن، خطابا مؤثرا بعنوان «العمل الفردي للارتفاع الأخلاقي». وقالت ان المرأة الأفريقية الأمريكية تنقسم إلى فئتين: أولئك الذين «أتيحت لهم الفرصة للتحسين والتطوير عقليا وبدنيا ومعنويا وروحيا وماليا» وأولئك الذين حرموا من تلك الفرصة بالرق. وحثت أعضاء الفئة السابقة علي بذل كل ما في وسعهم للارتقاء بهذه الاخيره وإلهامها، بحجه ان النجاح الفردي لا يكفي؛ انه فقط من خلال «الرفع مع التسلق» كان من الممكن للسباق لاحراز تقدم.
وتحدثت آيلا سميث  وهي أول أمراة أمريكية أفريقية تحصل علي درجة الماجستير من كلية ويلسلي عن الحاجة إلى التعليم العالي وتحدثت الباحثة الشهيرة آنا كوبر عن الحاجة إلى التنظيم. في «قيمه الأدب العرقي»، وأكدت المؤلفة فيكتوريا ايرل ماثيوز اهمية جمع الأدب من قبل الأميركيين الافارقه. وألقيت اغنيس جونز آدامز خطابا بعنوان «النقاء الاجتماعي» أكدت فيه ان كونها بيضاء ليس «معيارا لكونها أمريكية» ، وتحدث زعيم الحقوق المدنية توماس فورتشن والمصلحين الاجتماعيين هنري بلاكويل وويليام لويد عن المساواة السياسية.
و جهزت هيلين ابي كوك، رئيسه العصبة الوطنية للنساء الملونات، ورقه عن «الاتحاد الوطني المثالي».
بالإضافة الي بعض الاشخاص الذين تحدثوا أيضا مثل: الكسندر كروميل ،  آنا سبريغ (ابنه فريدريك دوغلاس)، والناشطة المناهضة للإعدام الغوغائي أيدا ويلز تحدثت أيضا، كما تحدثت مجموعة من النساء وقدموا خطاب عن العدل اعتدال، والحاجة للتدريب الصناعي كما انضم  قسيس المؤتمر، واعطي إليزا ان غاردنر من بوسطن الدعاء الافتتاحي. وعلي الرغم من انه لم يسمع عن النساء المسيحيات ان يعظن في تلك الأيام فكان من غير المعتاد ان تعطي المرأة لقب قسيس.
اليس ميلر من بوسطن قرأت قصيدة، ومغنيات موسى هاملتون [هوجس] والعصفورة [أريانا] حيث قدموا اداء منفرد.

### الاتحاد الوطني للمرأة الأفرو-أمريكية
وقد نظم الاتحاد الوطني للنساء الأفرو-أمريكيات خلال المؤتمر، وحددت مهمته علي النحو التالي:
1. تركيز الطاقات الخاملة للنساء من الجنس الأفرو أمريكي إلى نطاق واسع من التآخي: لغرض أقامة الإصلاحات اللازمة، والتشجيع العملي لجميع الجهود التي تبذلها مختلف الوكالات، الدينية، التعليمية والاخلاقيه وغير ذلك، للبناء  والنهوض والتقدم في السباق [6]
2. ايقاظ النساء من السباق إلى الحاجة الكبيرة لبذل جهود منتظمة في الاهتمام ب المنازل والواجبات  المفروضة علي الامومة [2]

وانتخب مندوبون من المؤتمر أعضاء في المنظمة، وكانت مارغريت موراي واشنطن (الرئيسة)، وفلوريدا روبين ريدلي (كور الثاني)، وكارتر (التوصية الثانية) وليبي ب. أنتوني (أمين الصندوق)، ماري ديكرسون، هيلين كروم، وآيلا مهمت (نائب الرئيس). وقد رشح روبين لمنصب أمين الصندوق ولكنه رفض الموقف. وقد عينت عصر المراه كمنفذ اخباري للمنظمة. عقد ال [نفهو] آخر مؤتمر في 1896, عندما اندمج هو مع أخرى مجموعه ان يشكل الجمعية وطنيه من نساء ملونة.